# Aplicações da cibernética na economia
Economia é um domínio em que a cibernética teve aplicação e influência.

## Na União Soviética
A Grande Enciclopédia Soviética define Cibernética Econômica como um campo científico em que abordagens cibernéticas são aplicadas à economia. Ela facilita um diálogo entre microssistemas e macrossistemas.
O design de sistemas de controle autorregulados para uma economia planejada em tempo real foi explorado pelo economista Oskar Lange, pelo ciberneticista Viktor Glushkov e outros ciberneticistas soviéticos durante a década de 1960. No momento em que a tecnologia da informação se desenvolveu o suficiente para possibilitar o planejamento econômico baseado em computadores, a União Soviética e os países do bloco oriental começaram a se afastar do planejamento e acabaram por colapsar.

## Hayek
Friedrich Hayek participou do Simpósio sobre Princípios de Auto-Organização de 1960, organizado por Heinz von Foerster.
Hayek menciona a cibernética como uma disciplina que poderia ajudar os economistas a entenderem os "sistemas auto-organizados ou auto-gerados" chamados de mercados. Sendo "fenômenos complexos", a melhor maneira de examinar as funções do mercado é utilizando o mecanismo de feedback, explicado por teóricos cibernéticos. Dessa forma, os economistas poderiam fazer "previsões de padrão".
Portanto, o mercado para Hayek é um "sistema de comunicação", um "mecanismo eficiente para digerir informações dispersas". O economista e o ciberneticista são como jardineiros que estão "fornecendo o ambiente apropriado". A definição de informação por Hayek é idiossincrática e precede a teoria da informação usada na cibernética e nas ciências naturais.
Por fim, Hayek também considera a ideia da mão invisível de Adam Smith como uma antecipação do funcionamento do mecanismo de feedback na cibernética. No mesmo livro, Law, Legislation and Liberty, Hayek menciona, junto com a cibernética, que os economistas deveriam confiar nas descobertas científicas da teoria geral dos sistemas de Ludwig von Bertalanffy, além da teoria da informação e da teoria da comunicação e semiótica.

## Em direção a um Novo Socialismo
Uma proposta para um "Novo Socialismo" foi delineada pelos cientistas da computação Paul Cockshott e Allin Cottrell em 1995 (Towards a New Socialism), onde computadores determinam e gerenciam os fluxos e a alocação de recursos entre empresas de propriedade social.